# Dinacharya
Dinacharya (Sanskrit dina-caryā) ist die tägliche Morgenroutine, die im Ayurveda, der traditionellen indischen Heilkunde, empfohlen wird. Sie wird auch als Tagesroutine bezeichnet. Der Begriff fasst eine Reihe von Maßnahmen zusammen, die Körper und Psyche reinigen und auf den Tag vorbereiten sollen. Die Dinacharya wird bereits in der Charaka Samhita erwähnt, einem Grundlagenwerk der ayurvedischen Medizin.

## Wirkung und Anwendung
Die Morgenroutine gilt im Ayurveda als ein wichtiger Bestandteil der gesundheitserhaltenden Maßnahmen, der sog. Svasthavritta. Langfristig angewendet, soll Dinacharya der Prävention von Krankheiten dienen sowie die körperliche und geistige Widerstandsfähigkeit stärken. Ein weiteres Ziel ist es, die Sinnesorgane anzusprechen und zu sensibilisieren.
Es wird als ideal betrachtet, früh aufzustehen und die Morgenroutine vor Sonnenaufgang zu praktizieren. Um diese Zeit seien die vitalisierenden Kräfte der Natur besonders gut nutzbar. Das vollständige Programm umfasst die Mund- und Körperreinigung, die Selbsteinölung sowie Yoga- und Meditationsübungen. Bei Bedarf kann das Programm verkürzt und dem individuellen Zeitplan angepasst werden. Die Reihenfolge der Maßnahmen ist viel diskutiert und variiert in den einzelnen Quellen. 

### Maßnahmen der Dinacharya
Die wichtigsten Handlungen der ayurvedischen Morgenroutine sind:
1. Direkt nach dem Aufstehen zwei Gläser warmes Wasser trinken. Das regt den Stoffwechsel an und fördert die Ausscheidung.
2. Es folgt die körperliche Reinigung mit Toilettengang, Gesicht waschen und Mundhygiene. Diese umfasst das Zähneputzen und das Abschaben des Zungenbelags mit einem speziellen Schaber oder einem Silberlöffel. Hierbei wird die Zunge vom hinteren Gaumen bis zur Spitze mehrfach abgezogen, um den Belag zu entfernen, den Mundraum zu erfrischen und Mundgeruch vorzubeugen.
3. Im nächsten Schritt wird der Mund durch das Ölziehen (Gandusha) gereinigt. Dazu wird ein Esslöffel Öl, am besten Sesamöl, in den Mund genommen, ungefähr zehn Minuten lang dort belassen und anschließend mit warmem Wasser ausgespült. Das Ölziehen stärkt Zähne und Zahnfleisch und löst schädliche Substanzen aus den Schleimhäuten, die sich über Nacht angesammelt haben.
4. Während des Ölziehens kann eine Selbstmassage mit etwas Sesamöl erfolgen (Abhyanga). Ideal ist es, den gesamten Körper einzuölen, mindestens jedoch Kopf, Füße und Ohren. Die Abhyanga fördert die Durchblutung der Muskulatur und nährt die Gewebe.
5. Das Öl sollte für ca. zwanzig Minuten einwirken. In dieser Zeit ist eine reinigende Nasenspülung (Nethi) empfehlenswert, die Erkältungen vorbeugt. Mit einem Nasenspülkännchen wird eine lauwarme, isotonische Salzlösung in ein Nasenloch eingeführt, die durch das andere Nasenloch wieder hinausfließt. Anschließend 2-3 Tropfen Sesamöl oder Butterschmalz (Ghee) in die Nasenlöcher geben. Dies pflegt die Nasenschleimhaut und beugt allergischen Reaktionen sowie Kopfschmerzen vor.
6. Während der Körper eingeölt ist, eignen sich Yoga- und/oder Atemübungen (Pranayama) sowie eine stille Meditation, um sich auf den Tag einzustimmen.
7. Den Körper mit Salz oder Kichererbsenmehl einreiben, um das Öl zu entfernen. Anschließend heiß baden oder duschen.[3]